# Pretty Little Ditty
Pretty Little Ditty est un morceau instrumental des Red Hot Chili Peppers, figurant sur l'album Mother's Milk.
L'origine du morceau vient de John Frusciante, qui avait improvisé le riff de base lors d'une audition et qui lui permit d'être embauché par le groupe, sérieusement impressionné par son talent.
Le solo de guitare que l'on peut entendre au milieu de la chanson fut samplé en 2001 par le groupe de nu metal Crazy Town, pour leur chanson Butterfly.